# کارها شماره ۱
«کارها شماره ۱» (به انگلیسی: Works Volume 1) آلبومی از امرسون، لیک اند پالمر است که سال ۱۹۷۷ منتشر شد.